# Curt Hartzell
Curt Hartzell (3. september 1891 – 17. januar 1975) var en svensk gymnast som deltog i OL 1912 i Stockholm.
Hartzell blev olympisk mester i gymnastik under OL 1912 i Stockholm. Han var med på det svenske hold som vandt holdkonkurrencen for hold i svensk system. Hold fra tre nationer var med i konkurrencen, der blev afholdt på Stockholms Stadion. 